# 현곡정사
현곡정사(玄谷精舍)은 대한민국 전북특별자치도 고창군에 있는 건축물이다. 1974년 9월 27일 전라북도의 유형문화재 제57호로 지정되었다.

## 참고 자료
- 현곡정사 - 국가유산청 국가유산포털